# Giovanni Ambrogio Marini
Giovanni Ambrogio Marini, dont le nom est parfois francisé en Jean-Ambroise Marini, né le 17 juin 1596 à Gênes et mort à Venise le 26 juin 1668, est un écrivain italien.

## Biographie
Giovanni Ambrogio Marini naît à Gênes d’une famille noble le 17 juin 1596. Il embrasse l’état ecclésiastique, et, par ce motif, ne crut pas devoir publier sous son nom ses productions littéraires ; c'est ce qui fait que l’on n’a presque aucun détail sur sa personne. Michele Giustiniani (Scrittori Liguri, p. 303), et Agostino Oldoini (Athenæum Ligusticum, p. 294) ne donnent guère que la liste de ses ouvrages. Il meurt à Venise le 26 juin 1668.

## Œuvres
Marini est le premier Italien qui ait retracé en prose les mœurs et les usages de l’ancienne chevalerie. On connait de lui :
- le Caloandre. La première partie de ce roman célèbre parut sous le titre de Eudimiro creduto Uranio[1], Brassicano, 1640. L’auteur s’était déguisé sous le nom de Jean-Marie Indris Boemo ; et il annonçait son ouvrage comme une traduction de l’allemand. Les deux parties furent publiées à Venise, en 1641, sous le nouveau titre de : Il Caloandro sconosciuto ; et il crut devoir encore déguiser son nom sous celui de Dario Grisimani. Dans cette édition, l’auteur avait fait violer à son héros les règles de cette exacte fidélité prescrite par les lois du roman. Le scandale fut grand ; il fut obligé de changer le passage qui avait déplu à ses lecteurs, et il fit enfin reparaître son livre avec le titre qu’il a conservé depuis : Il Caloandro fedele, Venise, 1652, 2 vol. in-12 ; il a été souvent réimprimé. L’une des meilleures éditions est celle de Venise, 1726, 2 vol. in-8°. Le Caloandre a été traduit en français par Scudéry, Paris, 1668, 3 vol. in-8°[2], et par le comte de Caylus, Amsterdam, 1740, 3 vol. in-12[3]. Vulpius en a publié, en 1787, une imitation allemande dans laquelle il a souvent changé le plan ; mais il y a réuni une foule de détails intéressants qui tiennent aux usages anciens de la chevalerie. Poinsinet de Sivry en a donné un extrait fort intéressant dans la Bibliothèque des romans, octobre 1779, 1er vol. Le Caloandre est un ouvrage plein d’imagination ; l’intrigue attachante, quoiqu'un peu embrouillée, se développe avec art, et les caractères sont habilement diversifiés. La Calprenède en a tiré épisode d’Alcamène, prince des Scythes, l’un des morceaux de son roman de Cléopâtre ; et Thomas Corneille, le sujet de la tragédie de Timocrate.
- Le Gare de’ desperati, Milan, 1644, in-8°. Dix éditions successives attestent la faveur dont ce roman a joui dans la nouveauté ; mais il n’a pas obtenu en France le même succès que le précédent. Jean de Serré de Rieux en a donné une traduction française abrégée, sous ce titre, les Désespérés, Paris, 1733, deux tomes en 1 volume in-12, et dans la Bibliothèque de campagne, t. 20. C’est d’après cette traduction que Sivry en a inséré un extrait dans la Bibliothèque des romans, mars 1779. « L’intrigue, dit-il, est marquée au coin du génie italien : elle est extrêmement compliquée ; le canevas en est un véritable imbroglio, où le trouble et l’embarras des personnages sont portés à leur comble, et qui enfin se dénoue artistement et de la manière la plus satisfaisante. L’accoutrement des personnages y rappelle les mascarades du fameux carnaval de Venise. » Delandine, bibliothécaire de la ville Lyon, a donné une édition de ces deux ouvrages sous le titre de Romans héroïques de Marini, Lyon, 1788, 4 vol. in-12, avec un Discours les romans de chevalerie.

On cite encore de cet écrivain : 
- Il Cras nunquam moriemur, cioè domani bisogna morire e siamo immortali, Rome, 1646 ; Gênes, 1649, in-16.
- il Caso non a Caso, Rome, 1650, in-16, ouvrage ascétique.
- Scherzi di fortuna istoria favoleggiata, ibid., 1662, in-12 ; 1714, in-16, etc.